# Grupo Coordinador Nacional de Incendios Forestales
El Grupo coordinador nacional de incendios forestales de Estados Unidos (del inglés National Wildfire Coordinating Group, NWCG) fue  creado con ocasión de una destructiva temporada de incendios forestales en 1970.
La temporada de incendios de 1970 expuso la necesidad de crear un conjunto nacional de estándares de capacitación y equipos que se estandarizarían en las diferentes agencias de respuesta a estos incidentes, el NWCG incluyó representantes de:
- Servicio Forestal de los Estados Unidos.
- La Oficina de Administración de Tierras
- El Servicio de Parques Nacionales,
- La Oficina de Asuntos Indígenas,
- El Servicio de Pesca y Vida Silvestre de los Estados Unidos y
- La Asociación Nacional de Silvicultores del Estado.

Entre los resultados notables del NWCG se encuentra la adopción del sistema de clasificación de calificaciones de incendio entre agencias, más conocido entre los bomberos como el sistema de calificación de "tarjeta roja"; el establecimiento de la serie de clases de capacitación asociadas con el sistema de tarjeta roja (como el curso básico sobre incendios forestales, S-130 / S-190); el establecimiento de un centro interdepartamental de capacitación en incendios en Marana, Arizona; la publicación de manuales de capacitación como la Guía de bolsillo de respuesta a incidentes.
- Datos: Q6979416
- Multimedia: National Wildfire Coordinating Group / Q6979416